# Plumipalpia simplex
Plumipalpia simplex är en fjärilsart som beskrevs av John Henry Leech. Plumipalpia simplex ingår i släktet Plumipalpia och familjen nattflyn. Inga underarter finns listade i Catalogue of Life.